# Football Club Lucerne (féminines)
Actualités
Le Football Club Lucerne (en allemand Fussball Club Luzern Frauen), plus communément en français FC Lucerne féminin, est un club de football féminin situé à Lucerne, en Suisse.

## Histoire
Le club est fondé le 1er juillet 2004, sous le nom SC LUwin.ch. C'est le premier club féminin suisse indépendant. Il est issu de la section de football féminin du FC Sursee qui, en 2002, réalise le doublé coupe-championnat. Jusqu'en 2006, le club remporte cinq fois le championnat et quatre fois la Coupe de Suisse.
Lors de la saison 2011-2012, le SC LUwin.ch devient une section du FC Lucerne. En 2014, la section féminine du SC Kriens est également intégrée au FC Lucerne.
En 2021, le club remporte la Coupe de Suisse.

## Palmarès
- Championnat de Suisse : 
  - Championnes (5) : 2002, 2003, 2004, 2005, 2006

- Coupe de Suisse :
  - Vainqueur (5) : 2002, 2004, 2005, 2006 et 2021

## Coupe UEFA
- 2 participations: 2002-2003, 2005-2006